# Al Khurays
Al Khurays är ett berg i Förenade Arabemiraten.   Det ligger i emiratet Fujairah, i den nordöstra delen av landet, 200 kilometer nordost om huvudstaden Abu Dhabi. Toppen på Al Khurays är 690 meter över havet.
Terrängen runt Al Khurays är kuperad åt nordost, men åt sydväst är den platt.  Trakten runt Al Khurays är ganska tätbefolkad, med 54 invånare per kvadratkilometer..
Trakten runt Al Khurays är ofruktbar med lite eller ingen växtlighet.